# Der Fall Rainer
Der Fall Rainer ist ein deutscher Spielfilm der Tobis Film, der vom hauseigenen Verleih des Unternehmens 1942 in die Kinos gebracht wurde.
Der nach Herbert Reineckers Roman Der Mann mit der Geige (1939) geschriebene und von Paul Verhoeven inszenierte Historien- und Liebesfilm erzählt die Geschichte des österreichischen Offiziers Franz Rainer, der gegen Ende des Ersten Weltkrieges unfreiwillig Mitwisser geheimer Waffenstillstandsverhandlungen wird. Er macht sich dadurch einen Erzherzog von Österreich zum Todfeind, der ihn kurzerhand auf ein Himmelfahrtskommando schickt. Als Prinzessin Henriette, die Rainer liebt, einen gefälschten Abberufungsbefehl auf den Weg bringt, rettet sie ihm zwar das Leben, zerstört aber seine Reputation.

## Handlung
Ort der Handlung ist zunächst Wien, die Zeit der Herbst 1918. Erzherzog Karl Maria liebt Prinzessin Henriette von Battenstein, die davon allerdings nichts wissen will. Als sie gemeinsam ein Lazarett inspizieren, begegnen sie Leutnant Franz Rainer, der sich hier von einer Verwundung erholt. Rainer, der zwei Jahre lang Kriegsdienst geleistet hat, war früher Kapellmeister der Hofoper und erfreut die Mitpatienten nun mit seinem Geigenspiel. Karl Maria lädt ihn zum Vorspielen ins kaiserliche Schloss ein.
Vor dem geplanten Konzert treffen Henriette und Rainer sich im Schloss zum Üben und verlieben sich bei dieser Gelegenheit. Sie kommen nicht umhin zu bemerken, dass im Schloss Vorbereitungen für ein geheimes Treffen der Führungsspitzen der Kriegsparteien getroffen werden. Da sie ihren Raum nicht ungesehen verlassen können, hören sie nolens volens mit an, was nebenan verhandelt wird: nämlich ein – vom militärischen Standpunkt aus – zur Unzeit eingefädelter Waffenstillstand. Karl Maria, der die Verhandlungen initiiert hat, ertappt die beiden unfreiwilligen Lauscher und erkennt richtig, dass sie nun nicht nur alles über die geheimen Vorgänge wissen, sondern dass zwischen ihnen auch ein amouröses Einvernehmen besteht. Karl Maria muss Rainer unbedingt loswerden und verpflichtet ihn darum nicht nur zu strengstem Stillschweigen über das Gehörte, sondern setzt sich auch dafür ein, dass er umgehend an die Front geschickt wird, zu einem Einsatz, von dem er nach Karl Marias Willen nicht mehr lebend zurückkommen soll.
Rainer folgt dem Befehl nicht nur, sondern meldet sich an der Front auch noch freiwillig zu einem gefährlichen Einsatz. Dass er dafür anschließend mit dem Verdienstkreuz ausgezeichnet wird, vermag ihn gar nicht recht zu freuen, glaubt er doch, den Orden gar nicht zu verdienen und dass man damit nur versuche, sich sein Schweigen zu erkaufen. Als Henriette erfährt, in welcher Gefahr sein Truppenteil sich tatsächlich befindet – später im Handlungsverlauf wird bekannt, dass keiner der Offiziere den Feldzug überlebt –, beschließt sie, Rainers Leben zu retten und schickt, angeblich im Auftrage des Kaisers, ein Telegramm, mit dem er von der Front abberufen wird.
Das Telegramm ruft Rainer ins Hotel Habsburger Hof. Dort will Henriette sich mit Rainer treffen und ihm sagen, dass sie es war, die das Telegramm geschickt hat. Bevor die Liebenden sich sehen können, fängt Karl Maria Rainer jedoch ab und beschuldigt ihn der Fahnenflucht und dass Rainer das Telegramm selbst in Auftrag gegeben habe. Nachdem er den Rivalen erneut an die Front und damit in den vermeintlichen Tod schickt, gesteht Henriette ihm, dass sie die Absenderin des Telegramms war. Karl Maria glaubt ihr zwar, versichert ihr aber, dass ihre Version vor einem Militärgericht keinen Glauben finden werde.
Nach Kriegsende. Der Adel ist abgeschafft, Karl Maria ist kein Erzherzog mehr (liebt Henriette, die weiterhin nichts von ihm wissen will, aber noch immer) und Henriette ist keine Prinzessin mehr, sondern verdient sich ihr Geld als Klavierspielerin im Staatstheater und teilt sich eine Wohnung mit ihrer Freundin Erna, einer ehemaligen Gräfin, die nun als Krankenschwester dient. Erna bringt in Erfahrung, dass Rainer nach Verwundung und Kriegsgefangenschaft wieder in Wien ist und frisch operiert im Krankenhaus liegt. Henriette ist, weil sie sich für die Urheberin seiner Probleme hält, voller Schuldbewusstsein und wagt es nicht, ihm noch einmal unter die Augen zu treten. Jedoch kümmert sie sich darum, dass er seine Geige zurückbekommt, und verschafft ihm eine Wohnung.
Diese teilt er sich mit Herrn Auditor, einem altgedienten k. u. k. Offizier, der sich später im Handlungsverlauf, weil ihm die Pension vorenthalten wird, mit Rainers Dienstrevolver erschießen wird. Rainer übernimmt väterliche Verantwortung für Peter, den heranwachsenden Sohn seines gefallenen Kameraden Leopold. Das Geigespielen geht wegen der operierten Hand noch nicht und so bewirbt er sich als Dirigent – im Staatstheater, wo er überraschend Henriette begegnet, die er so lange vergeblich gesucht hatte. Sie werden ein Paar.
Über Rainers Einstellung als Dirigent hat Hofrat Hordaczek zu entscheiden. Dieser ist Mitglied der Offiziersvereinigung, die sich im Geheimen gebildet hat, um die Traditionen und insbesondere die hohen Ehrenstandards des Offizierskorps aufrechtzuerhalten. Da Rainer weiterhin im Verdacht steht, ein Deserteur zu sein, lehnt er es ab, ihn zu beschäftigen und verweist ihn an den Ehrenrat der Offiziersvereinigung. Rainer besteht aber darauf, wie verabredet eine Dirigierprobe zu geben. Während er die Carmen-Ouvertüre dirigiert – eines der Themen dieser Oper ist Fahnenflucht –, geht ihm schlagartig durch den Kopf, dass derjenige das Telegramm geschickt haben muss, der ihn wegen seiner Zeugenschaft an den geheimen Verhandlungen aus dem Weg räumen wollte. Er teilt seinen Verdacht Henriette mit, gibt ihr jedoch keine Gelegenheit, den Sachverhalt richtigzustellen.
Henriette sucht daraufhin Karl Maria auf und bittet ihn angelegentlich, sich für Rainer einzusetzen. Dieser will ihr nur unter der Bedingung gefällig sein, dass sie ihn heiratet. Gerade in dem Augenblick, als sie körperlich bedrängt, kommt Rainer hinzu, missversteht die Situation und glaubt sich von Henriette verraten.
Rainer beruft den Ehrenrat der Offiziersvereinigung ein. Er erfährt, dass sein einziger Ankläger Karl Maria war, ohne den das Verfahren nicht eröffnet werden kann. Karl Maria ist, wie sich wenig später herausstellt, aber in die Schweiz abgereist. Da erscheint Henriette und macht eine umfassende Aussage. So erfährt Rainer endlich auch, dass sie es war, die das fatale Telegramm geschickt hat. Diese Tat vermag er ihr nicht zu verzeihen, erschüttert wendet er sich von ihr ab. Doch erklärt der Ehrenrat ihn für entlastet und so kann Rainer seine Karriere als Dirigent fortsetzen.

## Produktion und Uraufführung
Herbert Engelsing, der von der Tobis mit der Produktion des Films betraute Herstellungsleiter, hatte zunächst für ständig wechselnde Produktionsfirmen, seit 1940 aber ständig für die Tobis gearbeitet. Obwohl Engelsing, der promovierter Jurist und mit einer „Halbjüdin“ verheiratet war, zum NS-Regime Distanz zu halten versuchte, waren dabei unter anderem Propagandafilme wie Der Fuchs von Glenarvon, Jakko und Mein Leben für Irland entstanden. Engelsings Aufnahmeleiter war Veit Massary. Die Bauten entwarfen Franz Bi und Botho Höfer. Für den Ton waren Klaus Jungk und Hans Rütten verantwortlich.
Als Regisseur engagierte Engelsing Paul Verhoeven, der seine Laufbahn als Bühnenregisseur und Schauspieler begonnen hatte, schon seit 1937 aber auch beim Film Regie führte.
Die Hauptdarstellerin, die zum Produktionszeitpunkt 30-jährige Luise Ullrich, kam wie der Regisseur von der Bühne her, hatte ihre erste Hauptrolle beim Film aber schon 1933 gespielt (Heimkehr ins Glück) und war auf der Leinwand seitdem auf den Typ der warmherzigen Niedlichen und Neckischen festgelegt. Dies verhinderte nicht, dass Ullrich seit 1935 sehr oft auch solche Frauen verkörperte, die mit existentiellen Problemen konfrontiert waren, wie etwa in Regine, Vorstadtvarieté, Viktoria, Schatten der Vergangenheit, Versprich mir nichts! und Annelie. Im Anschluss an die Produktion von Der Fall Rainer trat sie für die Titelrolle in Nora vor die Kamera.
Ihr Leinwandpartner, der 27-jährige Schweizer Paul Hubschmid, hatte seine Laufbahn wie Ullrich auf Wiener Bühnen begonnen. Nach einigen kleineren Auftritten in Schweizer und in österreichischen Filmproduktionen bot sich ihm in dem Film Der Fall Rainer erstmals eine Rolle als Leading Man. Hubschmid entwickelte sich danach zu einem der beliebtesten Liebhaberdarsteller des deutschen (besonders: Nachkriegs-)Kinos und schaffte für einige Jahre sogar den Sprung nach Hollywood.
Die Dreharbeiten begannen am 23. April 1941 und endeten im Juli. Einige Außenaufnahmen entstanden in Admont (Steiermark). Der Film ist in Schwarzweiß und 35 mm bei einem Seitenverhältnis von 1:1,37 produziert. Bei der Zensurvorlage am 17. Juli 1942 lag eine Kopie von 2519 Metern bzw. 90 Minuten Länge vor; freigegeben wurde der Film unter der Auflage eines Jugendverbots. Die Kinoauswertung übernahm der unternehmenseigene Verleih der Tobis. Die Uraufführung folgte am 12. Mai 1942 im Berliner Kino Capitol.
Nach Kriegsende blieb die Aufführung infolge einer Entscheidung der alliierten Militärzensur zunächst verboten. Der FSK-Prüfung am 17. Juli 1985 lag eine leicht geschnittene Kopie zugrunde, die 2470 Meter bzw. 90 Minuten lang war.

## Kritik
“Der Fall Rainer [I'll Wait for You] (1942) is for the most part a dull royal drama with some simple elegance keeping it dignified. Pretty missable Nazi-era fluff.”

„Der Fall Rainer […] ist ein überwiegend langweiliges Königsdrama, das von etwas simpler Eleganz ansehnlich gehalten wird. Reichlich entbehrliches Zeug aus der Nazi-Ära.“